# أغابيتس الثاني
البابا أغابيتس الثاني (توفي في 8 تشرين الثاني / نوفمبر 955) كان البابا من 10 أيار / مايو 946 إلى حين وفاته عام 955. رشحه حاكم روما البريك الثاني للبابوية. بابويته وقعت فترة ترؤسه للبابوية خلال الفترة المعروفة العصور المظلمة.

## للقراءة
- غريغوروفوس، فرديناند, تاريخ روما في العصور الوسطى, Vol. الثالث (1895)
- مان هوراس K., حياة البابوات في العصور الوسطى في وقت مبكر, Vol. الرابع: الباباوات في أيام الإقطاعية الفوضى، 891-999 (1910)

## وصلات خارجية
- الموسوعة الكاثوليكية المادة على Agapetus الثاني
- أوبرا أمنية من قبل Migne Patrologia لاتينا مع الفهارس التحليلية